# Dilmah
Dilmah Ceylon Tea Company PLC je srílanská potravinářská/nápojová společnost, hlavní producent cejlonského čaje. Veřejná obchodní společnost sídlí ve městě Pelijagoda na Srí Lance. Dilmah patří mezi deset největších světových výrobců čaje. V roce 2022 firma zaměstnávala 634 osob. Mateřskou společností je MJF Holdings, který je veřejně obchodován na burze v Kolombu. 
Firmu založil počátkem osmdesátých let Merrill J. Fernando (1930–2023) pod názvem Ceylon Tea Services Ltd. Jeho cílem bylo ukončení závislosti zemědělců na zahraničních korporacích a vertikální integrace pěstování, zpracování i distribuce čaje na Srí Lance v rukou domácího kapitálu. V roce 1985 vytvořil značku Dilmah, kterou nazval podle svých synů Dilhana a Malika. Od roku 1988 se jeho sypaný čaj začal prodávat v australském obchodním řetězci Coles Supermarkets. Austrálie zůstává hlavním odběratelem, celkem působí Dilmah ve 104 zemích.
Firemní strategie staví na vysoké kvalitě a ručním zpracování. Byla proto založena vzdělávací instituce Dilmah School of Tea, která spolupracuje s World Association of Chefs' Societies a Institutem Paula Bocuse. Dilmah se řídí zásadami fair trade a uhlíkové neutrality. Od roku 2002 společnost financuje nadaci MJF Charitable Foundation pomáhající sociálně znevýhodněným spoluobčanům. V roce 2007 byla založena také organizace Dilmah Conservation zaměřená na ochranu srílanské přírody.